# Giovanni Battista Beccaria
Giovanni Battista Beccaria (Mondovì, 3 oktober 1716 – Turijn, 27 mei 1781) was een Italiaans natuurkundige. Hij heeft zich verdienstelijk gemaakt met het uitdragen van de elektriciteitsleer in Italië in de 18e eeuw. Zijn werk was van grote invloed op de ontwikkeling van Alessandro Volta.

## Leven en werk

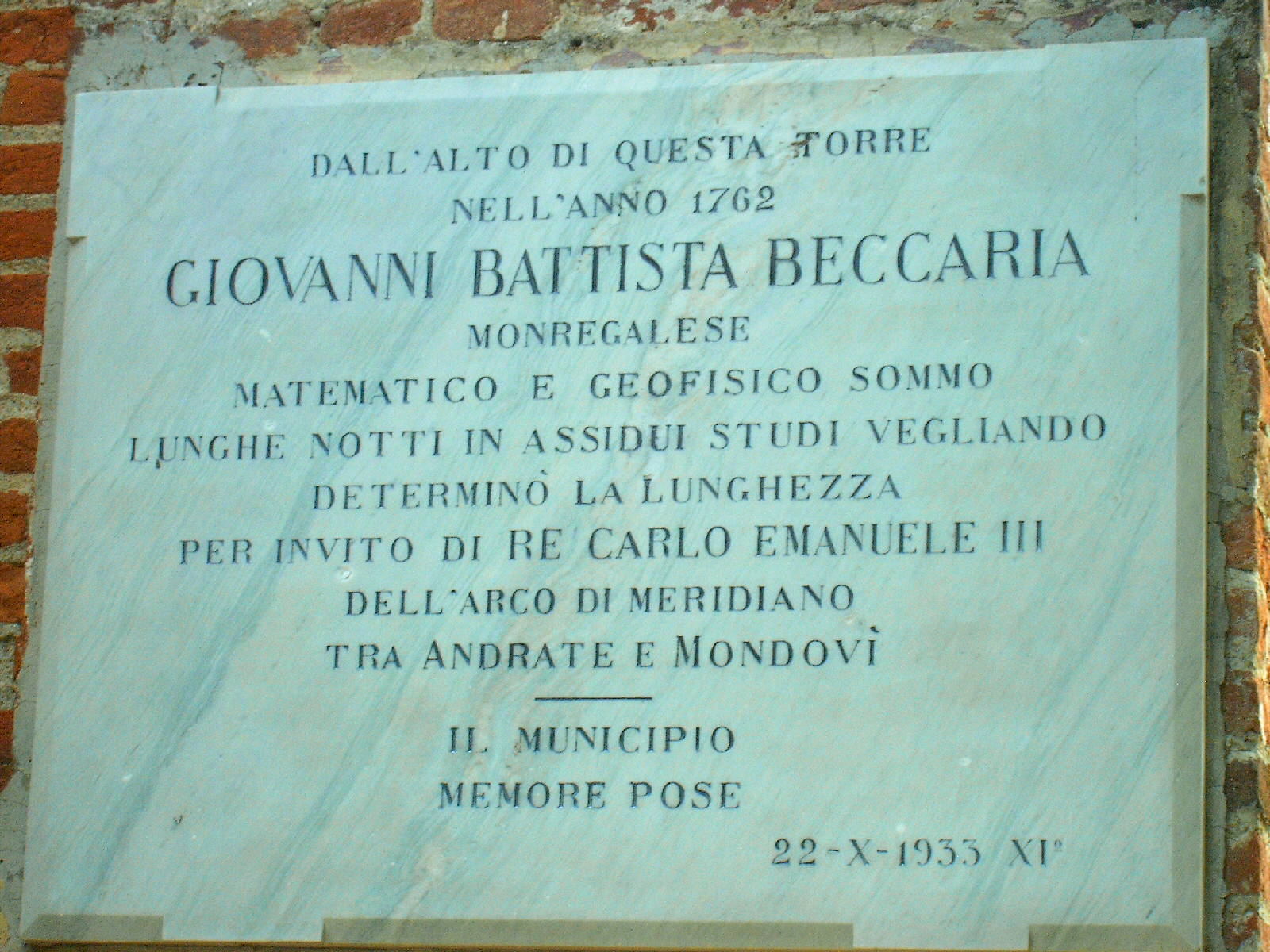
Herdenkingssteen van Beccaria aan de toren van Belvedere in Mondovì

Beccaria studeerde theologie in Rome en Narni, om in 1732 toe te treden tot de katholieke orde der Piaristen waarbij hij zijn voornaam in Giambatista veranderde. In 1748 werd bij benoemd tot professor voor de experimentele natuurkunde aan de universiteit van Turijn als opvolger van Francisco Antonio Garro.
Reeds als student had hij de destijds nieuwe leer over elektriciteit eigengemaakt. Hij was met een name een fervent verdediger van de ideeën van Benjamin Franklin, met wie hij een jarenlange briefwisseling onderhield. Naast meteorologie, zonnevlekken en poollicht deed hij als professor te Turijn, in navolging van Franklin, vooral onderzoek naar atmosferische elektriciteit.
Gebruikmakend van vliegers, raketten en ijzerdraad had hij als doel de elektrische condities van de atmosfeer te bepalen. In onrustig en stormachtig weer nam hij zowel positieve als negatieve elektriciteit waar, terwijl in kalm, sereen weer "een overvloed of positief altijd werd gevonden". Daarnaast zorgde hij voor de invoering van de bliksemafleider in Italië, die vervolgens een verdere verspreiding vond in Europa. Zo installeerde hij bliksemafleiders op de Dom van Milaan, het Quirinaalpaleis in Rome en de basiliek van San Marco in Venetië.
Beccaria bevestigde de observatie van de Benedictijn Andrew Gordon dat water sneller verdampt als het elektrisch geladen is. Ook bevestigde hij de conclusies van Abbé Nollet en Menon dat dieren (katten, duiven, vinken) lichter werden indien ze langdurig aan elektriciteit werden blootgesteld. De oorzaak schreef hij toe dat elektrische stimulatie een toename van "transpiratie" als gevolg had. Hij was de eerste die vermoedde dat "elektriciteit" aan het oppervlak van een geladen geleider bevindt en niet doordringt tot de kern van de geleider (bekend als de kooi van Faraday).

## Erkenning
In mei 1755 werd hij gekozen tot Fellow of the Royal Society (FRS) te Londen. In de Philosophical Transactions van de Royal Society publiceerde hij verscheidene artikelen over elektrische onderwerpen.
In 1753 verscheen in Turijn zijn boek Dell' elettricismo artificiale e naturale, dat in 1778 in het Engels werd vertaald. Over elektriciteit schreef hij meerdere boeken, waaronder:
- Lettere sull' elettricismo (1758)
- Experimenta atque observationes quibus electricitas vindex late constituitur (1769)
- Dell' elettricita terrestre atmosferica a cielo sereno (1775)